# ماريان بوند
ماريان بوند (بالدنماركية: Marianne Bonde)‏ مواليد 25 يونيو 1984، هي لاعبة كرة يد دانمركية تلعب كمحور. مثلت منتخب الدنمارك لكرة اليد للسيدات. شاركت في دورة الألعاب الأولمبية الصيفية سنة 2012. حققت المركز الثالث في بطولة العالم لكرة اليد للسيدات 2013.

## سجل المنافسة
شاركت في البطولات التالية:
- الألعاب الأولمبية الصيفية 2012
- بطولة العالم لكرة اليد للسيدات 2013
- بطولة أوروبا لكرة اليد للسيدات 2012

## الميداليات
| الميدالية | المسابقة                            |
| --------- | ----------------------------------- |
| برونزية   | بطولة العالم لكرة اليد للسيدات 2013 |

## روابط خارجية
- ماريان بوند على موقع الاتحاد الأوروبي لكرة اليد (الإنجليزية)
- ماريان بوند على موقع أوليمبيديا (الإنجليزية)